# 219-я стрелковая дивизия (2-го формирования)
219-я стрелковая дивизия (219 сд) — воинское соединение РККА, принимавшее участие в Великой Отечественной войне.
Боевые периоды: 9 июля 1942 — 28 июля 1943 года и 10 августа 1943 — 22 апреля 1945 года.

## История
Начинала формироваться в начале 1942 года в посёлке Красноусольский Башкирской АССР как 441-я стрелковая дивизия, но впоследствии ей был присвоен номер 219-й дивизии.
В начале мая 1942 дивизия передислоцирована на ст. Кирсанов Тамбовской области.
14 января 1943 года дивизия приняла участие Острогожско-Россошанской операции, в ходе которого вела наступление с Щучьенского плацдарма. Однако её продвижение было небольшим из-за упорного сопротивления противостоявших ей венгерских частей. Благодаря вмешательству командующего фронтом 219 сд оттянули к южной окраине Щучье, привели в порядок и ввели в бой на участке прорыва 309-й дивизии в направлении на Екатериновку.
15 января дивизия достигла линии колхоз «8-е Марта» — колхоз «Завет Ильича». Изменив направление наступления на юг, она к 15 часам овладела Екатериновкой и к исходу дня достигла рубежа высота 198 — Свобода. В ходе боев 15 числа она выдвинулась на фронт Выселки — Юдино, и на следующий день, 18 января, продвинувшись ещё на 12 км, заняла Сагуны.
25.10.1943 г. части дивизии занимают огневой рубеж Студенец-Белины-Щепиха в районе Городка.
В начале марта 1944 года дивизия участвует в ожесточённых наступательных боях юго-западнее Пустошки, успеха в них не добилась.
В июле 1944 года в ходе Идрицкой операции войска 2-го Прибалтийского фронта, перейдя в наступление из района северо-западнее и западнее Новосокольники, прорвали оборону немцев и за два дня наступательных боев продвинулись вперед до 35 километров, расширив прорыв до 150 километров по фронту. В ходе наступления войска овладели городом и крупным железнодорожным узлом Идрица.
13 июля 1944 года за успешные действия в Идрицкой операции дивизия удостоена почётного наименования Идрицкой.
17.7.1944 г. дивизия в составе 3-й ударной армии вступила на территорию Рунданской волости Латвии.
13.10.1944 г. дивизия, принимая участие в Рижской операции, после упорных боев вышла на рубеж Зарини.
Расформирована в 1946 году в ПрибВО.

## Полное наименование
219 стрелковая Идрицкая Краснознамённая дивизия

## Состав
- 375-й стрелковый полк
- 725-й стрелковый полк
- 710-й стрелковый полк
- 727-й стрелковый полк
- 673-й артиллерийский полк
- 45-й отдельный истребительно-противотанковый дивизион
- 136-й миномётный дивизион (до 10.10.1942)
- отдельный пулемётный батальон (с 9.7.1942 по 1.5.1943)
- 488-я отдельная разведывательная рота
- 382-й отдельный сапёрный батальон
- 592-й отдельный батальон связи (670-я отдельная рота связи)
- 374-й отдельный медико-санитарный батальон
- 88-я отдельная рота химзащиты
- 77-я автотранспортная рота
- 454-я полевая хлебопекарня
- 919-й дивизионный ветеринарный лазарет
- 1683-я полевая почтовая станция
- 1096-я полевая касса Госбанка

## Награды дивизии
- 23 июля 1944 года — Почетное наименование «Идрицкая» — присвоено приказом Верховного Главнокомандующего № 0208 от 23 июля 1944 года в ознаменование одержанной победы и отличие в боях при прорыве обороны немцев и за овладение городом Идрица.
- 9 августа 1944 года —  Орден Красного Знамени — награждена указом Президиума Верховного Совета СССР от 9 августа 1944 года за образцовое выполнение заданий командования в боях с немецкими захватчиками, за овладение городами Даугавпилс (Двинск) и Резекне (Режица) и проявленные при этом доблесть и мужество.[2]

Награды частей дивизии:
- 592-й отдельный ордена Красной Звезды[3] батальон связи

## Подчинение
| Вышестоящие воинские части 219-й стрелковой дивизии (2-го формирования) в период Великой Отечественной войны | Вышестоящие воинские части 219-й стрелковой дивизии (2-го формирования) в период Великой Отечественной войны | Вышестоящие воинские части 219-й стрелковой дивизии (2-го формирования) в период Великой Отечественной войны | Вышестоящие воинские части 219-й стрелковой дивизии (2-го формирования) в период Великой Отечественной войны | Вышестоящие воинские части 219-й стрелковой дивизии (2-го формирования) в период Великой Отечественной войны |
| Дата | Фронт (округ)                                                                                                | Армия | Корпус | |
| --- | --- | --- | --- | --- |
| 01.01.1942 года                                                                                              | Южно-Уральский военный округ                                                                                 | | | |
| 01.06.1942 года                                                                                              | Резерв Ставки ВГК                                                                                            | 3-я резервная армия                                                                                          | | |
| 01.07.1942 года                                                                                              | Резерв Ставки ВГК                                                                                            | 6-я резервная армия                                                                                          | | |
| 01.08.1942 года                                                                                              | Воронежский фронт                                                                                            | 6-я армия | | |
| 01.01.1943 года                                                                                              | Воронежский фронт                                                                                            | | 18-й стрелковый корпус                                                                                       | |
| 01.03.1943 года                                                                                              | Воронежский фронт                                                                                            | | | |
| 01.05.1943 года                                                                                              | Воронежский фронт                                                                                            | 40-я армия                                                                                                   | | |
| 01.08.1943 года                                                                                              | Резерв Ставки ВГК                                                                                            | 20-я армия                                                                                                   | | |
| 01.09.1943 года                                                                                              | Калининский фронт                                                                                            | | 1-й стрелковый корпус                                                                                        | |
| 01.10.1943 года                                                                                              | Калининский фронт                                                                                            | 39-я армия                                                                                                   | 84-й стрелковый корпус                                                                                       | |
| 01.11.1943 года                                                                                              | 1-й Прибалтийский фронт                                                                                      | 4-я ударная армия                                                                                            | | |
| 01.12.1943 года                                                                                              | 2-й Прибалтийский фронт                                                                                      | 3-я ударная армия                                                                                            | 79-й стрелковый корпус                                                                                       | |
| 01.04.1944 года                                                                                              | 2-й Прибалтийский фронт                                                                                      | 3-я ударная армия                                                                                            | 93-й стрелковый корпус                                                                                       | |
| 01.09.1944 года                                                                                              | 2-й Прибалтийский фронт                                                                                      | 42-я армия                                                                                                   | 93-й стрелковый корпус                                                                                       | |
| 01.10.1944 года                                                                                              | 2-й Прибалтийский фронт                                                                                      | 22-я армия                                                                                                   | 93-й стрелковый корпус                                                                                       | |
| 01.03.1945 года                                                                                              | 2-й Прибалтийский фронт                                                                                      | 22-я армия                                                                                                   | 100-й стрелковый корпус                                                                                      | |
| 01.04.1945 года                                                                                              | Ленинградский фронт (Курляндская группа войск)                                                               | 22-я армия                                                                                                   | 100-й стрелковый корпус                                                                                      | |
| 01.05.1945 года                                                                                              | Резерв Ставки ВГК                                                                                            | 22-я армия                                                                                                   | 100-й стрелковый корпус                                                                                      | |

## Командование

### Командиры
- Веричев, Василий Николаевич (14.01.1942 — 23.04.1942), полковник.
- Котельников, Василий Петрович (24.04.1942 — 29.08.1943), генерал-майор.
- Пыпырев, Афанасий Сергеевич (30.08.1943 — 18.09.1943), полковник.
- Коваленко, Василий Григорьевич (19.09.1943 — 05.04.1944), полковник.
- Передерий, Николай Фёдорович (06.04.1944 — 13.04.1944), подполковник.
- Коваленко, Василий Григорьевич (14.04.1944 — 14.11.1944), полковник.
- Степанов, Степан Иванович (15.11.1944 — 15.12.1944), полковник.
- Коваленко, Василий Григорьевич (16.12.1944 — 22.10.1945), полковник.

### Заместители командира
- Степанов, Степан Иванович (??.11.1944 — ??.09.1945), полковник

## Отличившиеся воины
| Награда                 | Ф.И.О                            | Должность                                                               | Звание          | Дата награждения                                     | Примечания                                                      |
| Орден Славы III степени | Ведерников Дмитрий Александрович | разведчик взвода пешей разведки                                         | младший сержант | 15 августа 1944 года                                 |                                                                 |
| ----------------------- | -------------------------------- | ----------------------------------------------------------------------- | --------------- | ---------------------------------------------------- | --------------------------------------------------------------- |
|                         | Абдуллаев, Урунбай               | стрелок 1-й стрелковой роты 375 стрелкового полка.                      | красноармеец    | 24 марта 1945 года                                   |                                                                 |
|                         | Андронов, Василий Антонович      | командир отделения 375 стрелкового полка.                               | старший сержант | 24 марта 1945 года                                   |                                                                 |
|                         | Ахметгалин, Хакимьян Рахимович   | помощник командира взвода 1-й стрелковой роты 375-го стрелкового полка. | старший сержант | 24 марта 1945 года                                   | Погиб в бою 19 июля 1944 года                                   |
|                         | Ашмаров, Фёдор Иванович          | стрелок взвода 1-й стрелковой роты 375-го стрелкового полка.            | красноармеец    | 24 марта 1945 года                                   | Погиб в бою 19 июля 1944 года                                   |
|                         | Карабаев, Тишебай                | стрелок 1-й стрелковой роты 375-го стрелкового полка                    | красноармеец    | 24 марта 1945 года                                   | Попал в плен, 28 июня 1952 года указ о награждении был отменён. |
|                         | Сыроежкин, Пётр Константинович   | командир отделения 1-й стрелковой роты 375-го стрелкового полка.        | сержант         | 24 марта 1945 года                                   | Погиб в бою 19 июля 1944 года                                   |
|                         | Тайгараев, Токубай               | командир отделения 1-й стрелковой роты 375-го стрелкового полка.        | сержант         | 24 марта 1945 года                                   | Погиб в бою 19 июля 1944 года                                   |
|                         | Уразов, Чутак                    | стрелок 1-й стрелковой роты 375-го стрелкового полка.                   | красноармеец    | 24 марта 1945 года                                   | Погиб в бою 19 июля 1944 года                                   |
|                         | Чернов, Матвей Степанович        | стрелок 1-й стрелковой роты 375-го стрелкового полка.                   | младший сержант | 24 марта 1945 года                                   | Погиб в бою 19 июля 1944 года                                   |
|                         | Шакуров, Яков Савельевич         | стрелок 1-й стрелковой роты 375-го стрелкового полка.                   | красноармеец    | 24 марта 1945 года                                   | Погиб в бою 19 июля 1944 года                                   |
|                         | Шкураков, Михаил Ермилович       | стрелок 1-й стрелковой роты 375-го стрелкового полка.                   | красноармеец    | 24 марта 1945 года                                   | Погиб в бою 19 июля 1944 года                                   |
|                         | Попов, Георгий Александрович     | стрелок 488 отдельной разведывательной роты.                            | красноармеец    | 24 марта 1945 года награждён Орденом Славы I степени |                                                                 |
|                         | Худошин, Алексей Петрович        | командир взвода пешей разведки 727 стрелкового полка.                   | старший сержант | 29 июня 1945 года награждён Орденом Славы I степени  |                                                                 |